# Gordon Murray
Ian Gordon Murray (Durban, Sudáfrica, 18 de junio de 1946) es un diseñador británico-sudafricano de automóviles, destacado principalmente en Fórmula 1.

## Primeros años
Nacido de padres inmigrantes escoceses, Murray nació y creció en Durban, Sudáfrica. Su padre era corredor de motos y luego preparaba autos de carrera. Murray estudió ingeniería mecánica en Natal Technical College (ahora Universidad Tecnológica de Durban, que lo convirtió en profesor honorario en 2002 y le otorgó un doctorado honorario en 2011). Construyó y corrió su propio automóvil, el IGM Ford, en la Clase Nacional de Sudáfrica durante 1967 y 1968.

## Fórmula 1

### Brabham: 1969-1986
Murray se mudó a Inglaterra en 1969 con la esperanza de encontrar trabajo en Lotus Cars. Pero a Murray le ofrecieron un trabajo en Brabham después de conocer casualmente al entonces diseñador de Brabham, Ron Tauranac. Cuando Bernie Ecclestone se hizo cargo del equipo, nombró a Murray Jefe de Diseño. Allí, Murray diseñó muchos monoplazas, algunos de los cuales fueron ganadores Campeonato Mundial. Estos diseños incluyen el extraordinario BT46B, también conocido como «el coche aspiradora», así como los ganadores del Campeonato Mundial de Pilotos BT49 y BT52. Murray desarrolló una reputación por su enfoque innovador del diseño, aplicado no solo a los conceptos y detalles de los monoplazas, sino también a la estrategia de carreras.

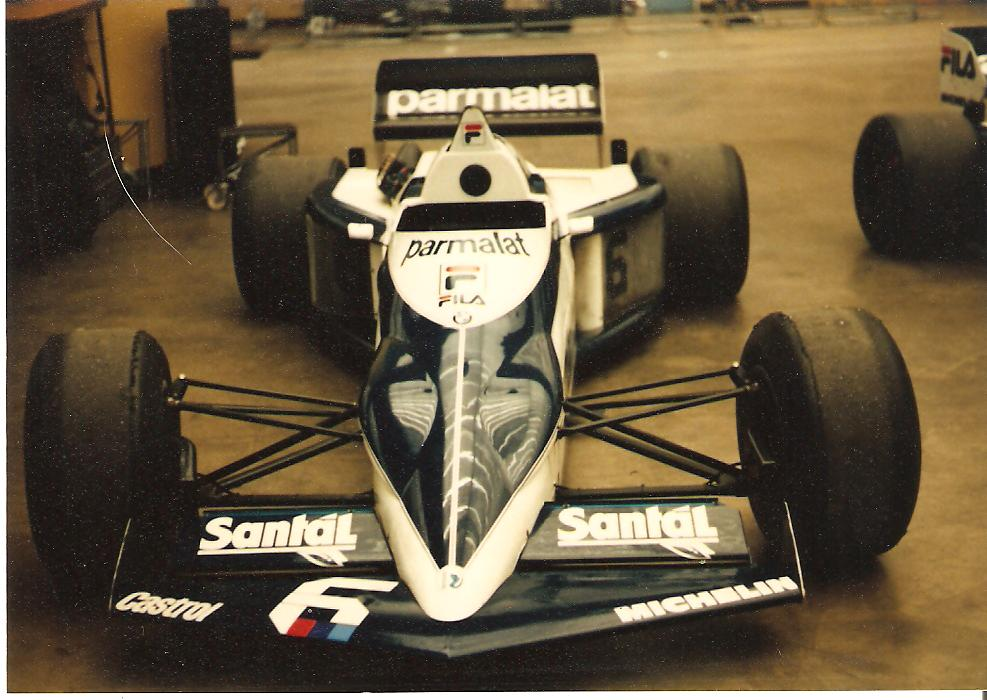
Brabham BT52 de 1983.

Entre 1973 y 1985, Brabham con Murray a la cabeza del diseño obtuvo 22 victorias en Grandes Premios, terminó segundo en el Campeonato de Constructores en 1975 y 1981, y otorgó el Campeonato de Pilotos de Nelson Piquet en 1981 y 1983. Para la temporada de 1986, Murray diseñó el radical y muy ambicioso Brabham BT55 de perfil bajo en un esfuerzo por aumentar la carga aerodinámica sin agregar una resistencia excesiva al reducir la altura total de manejo. Sin embargo, el automóvil no fue un éxito y el año resultó desastroso para Brabham.
A pesar de los problemas del BT55 y la falta de resultados, Murray seguía convencido de que su diseño era correcto. Durante 1986 se descubrió que el principal problema del automóvil era en realidad el motor BMW que, en el diseño de línea baja, tenía que girarse en un ángulo de 18°. Esto provocó un aumento de aceite en las curvas y perjudicó aún más la ya de por sí pobre respuesta del acelerador del motor. Si bien el automóvil tenía mejor carga aerodinámica en las curvas que su predecesor y era uno de los más rápidos en línea recta gracias a su baja resistencia, los problemas del motor hicieron que el automóvil solo fuera competitivo en los circuitos rápidos del año como Hockenheimring, el Österreichring y Monza. En una entrevista de fines de la temporada de 1986, Murray declaró que creía que el concepto de línea baja funcionaría mejor si se combinara con un V6 más compacto, como los motores Honda o TAG-Porsche, en lugar de un cuatro cilindros más alto como el BMW.

### McLaren: 1987-1991

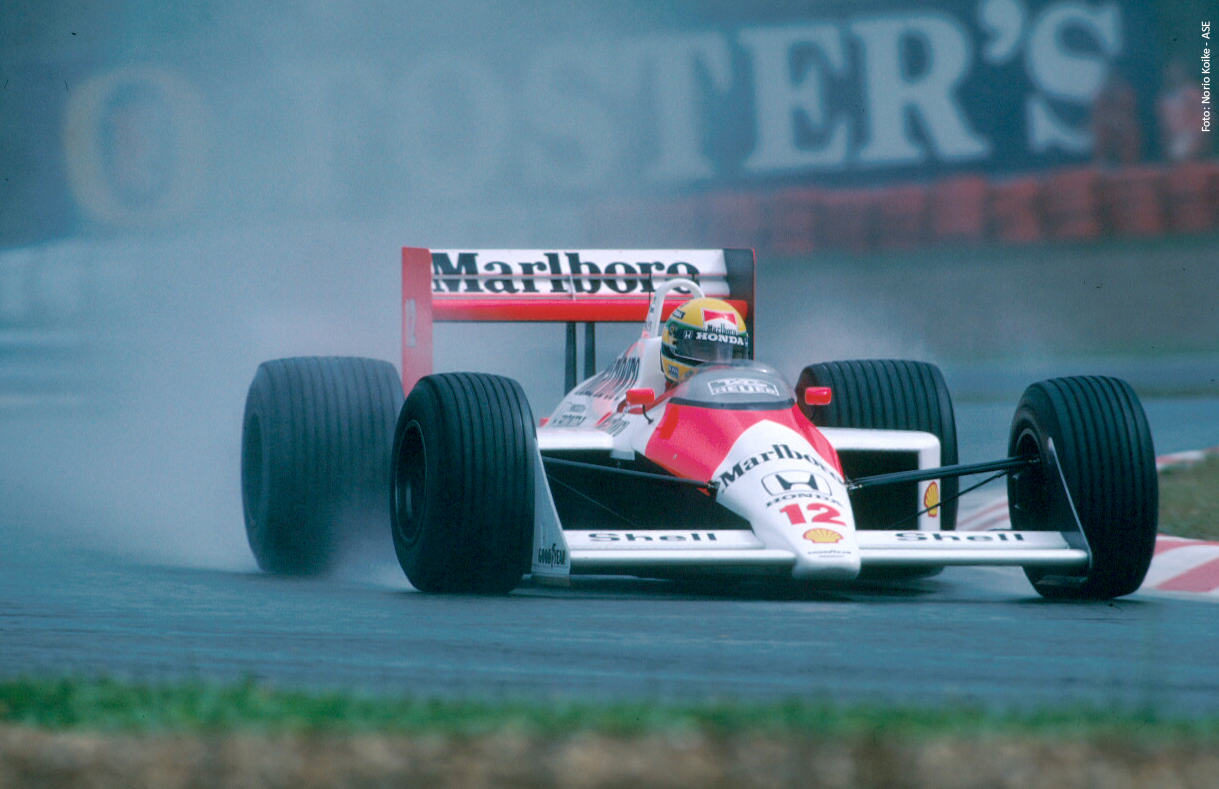
McLaren MP4/4 de 1988.

Después de dejar Brabham, Murray recibió una oferta de Ron Dennis y se unió a McLaren como director técnico con un contrato de tres años, asumiendo el cargo que anteriormente ocupaba John Barnard. Aprendiendo de su experiencia con respecto a los monoplazas de perfil bajo en Brabham (también había traído sus dibujos del BT55 de Brabham), Murray jugó un papel en el equipo de diseño, encabezado por Steve Nichols, que produjo no solamente el McLaren MP4/3 de 1987, que había ganado tres carreras y que era aerodinámicamente más eficiente que el McLaren MP4/2 anterior diseñado por Barnard, sino también el McLaren MP4/4 con motor turbo Honda de 1988 que ganó 15 de los 16 Grandes Premios y le dio a Ayrton Senna su primer Campeonato de Pilotos. En el Campeonato de Constructores, la obtención de 199 puntos de McLaren fue, en ese momento, un récord histórico.
Murray también jugó un pequeño papel en el diseño del MP4/5 de 1989 y del MP4/5B de 1990 junto con Nichols y Neil Oatley. El MP4/5 y el MP4/5B también ganaron los campeonatos de pilotos y constructores en ambos años. Durante el período 1988 a 1991, el equipo McLaren ganó cuatro campeonatos de pilotos y constructores consecutivos: Alain Prost ganó el campeonato de pilotos en 1989, Senna ganó más campeonatos de pilotos en 1990 y 1991.

## Lista de diseños de Fórmula 1
La lista de autos que fueron diseñados por (o asociados con) Gordon Murray y que corrieron en la Fórmula 1 es:
- Brabham BT42 (1973-1974)
- Brabham BT44 (1974)
- Brabham BT44B (1975)
- Brabham BT45 (1976)
- Brabham BT45B (1977)
- Brabham BT45C (1978)
- Brabham BT46B (1978)
- Brabham BT46C (1978)
- Brabham BT48 (1979)
- Brabham BT49 (1979-1980)
- Brabham BT49B (1980)
- Brabham BT49C (1981-1982)
- Brabham BT50 (1981-1982)
- Brabham BT49D (1982)
- Brabham BT52 (1983)
- Brabham BT52B (1983)
- Brabham BT53 (1984)
- Brabham BT54 (1985-1986)
- Brabham BT55 (1986)
- McLaren MP4/3 (1987 - Steve Nichols fue el diseñador)
- McLaren MP4/4 (1988 - Steve Nichols fue el diseñador)
- McLaren MP4/5 (1989 - Neil Oatley fue el diseñador)

## McLaren Cars
De 1991 a 2004, Murray dirigió el equipo de McLaren Cars para diseñar superdeportivos de carretera. El más conocido de ellos es el McLaren F1, que diseñó junto a Peter Stevens. Fue uno de los primeros autos de producción en usar un chasis monocasco de fibra de carbono.

## Gordon Murray Design
En julio de 2007, se estableció la consultora Gordon Murray Design y se publicaron los detalles iniciales sobre su próximo prototipo de automóvil urbano T.25 (Tipo 25) junto con la mención de un futuro proyecto de superdeportivo económico y liviano. El T25 sería más pequeño que un Smart Fortwo.
El 17 de noviembre de 2008, Gordon Murray ganó el galardón de «Idea del año» en la ceremonia anual de premios de la revista Autocar por el proceso de fabricación del T.25.
En noviembre de 2009, Gordon Murray Design y Zytek Automotive anunciaron planes para desarrollar una versión eléctrica, el T.27. El automóvil sería producto de una asociación entre la empresa de Murray y la empresa de tecnología británica Zytek, a cargo de construir el tren motriz.
Se llevó a cabo una celebración de los 50 años de participación de Murray en la industria automotriz llamada One Formula. Cada uno de los diseños de F1 de Murray se exhibió junto con el auto de carretera McLaren F1 y ejemplos de su colección personal de autos. El libro One Formula - 50 years of car design detalla los diseños de Murray.
El 4 de agosto de 2020, Murray lanzó el auto deportivo T.50, el «sucesor lógico» del McLaren F1.
El 27 de enero de 2022, Gordon Murray Automotive anunció el superdeportivo T.33. Un supercoche biplaza para el día a día con el mismo motor del T.50, pero construido sobre una nueva plataforma para ser utilizado por otros tres coches del futuro.

## Otros proyectos

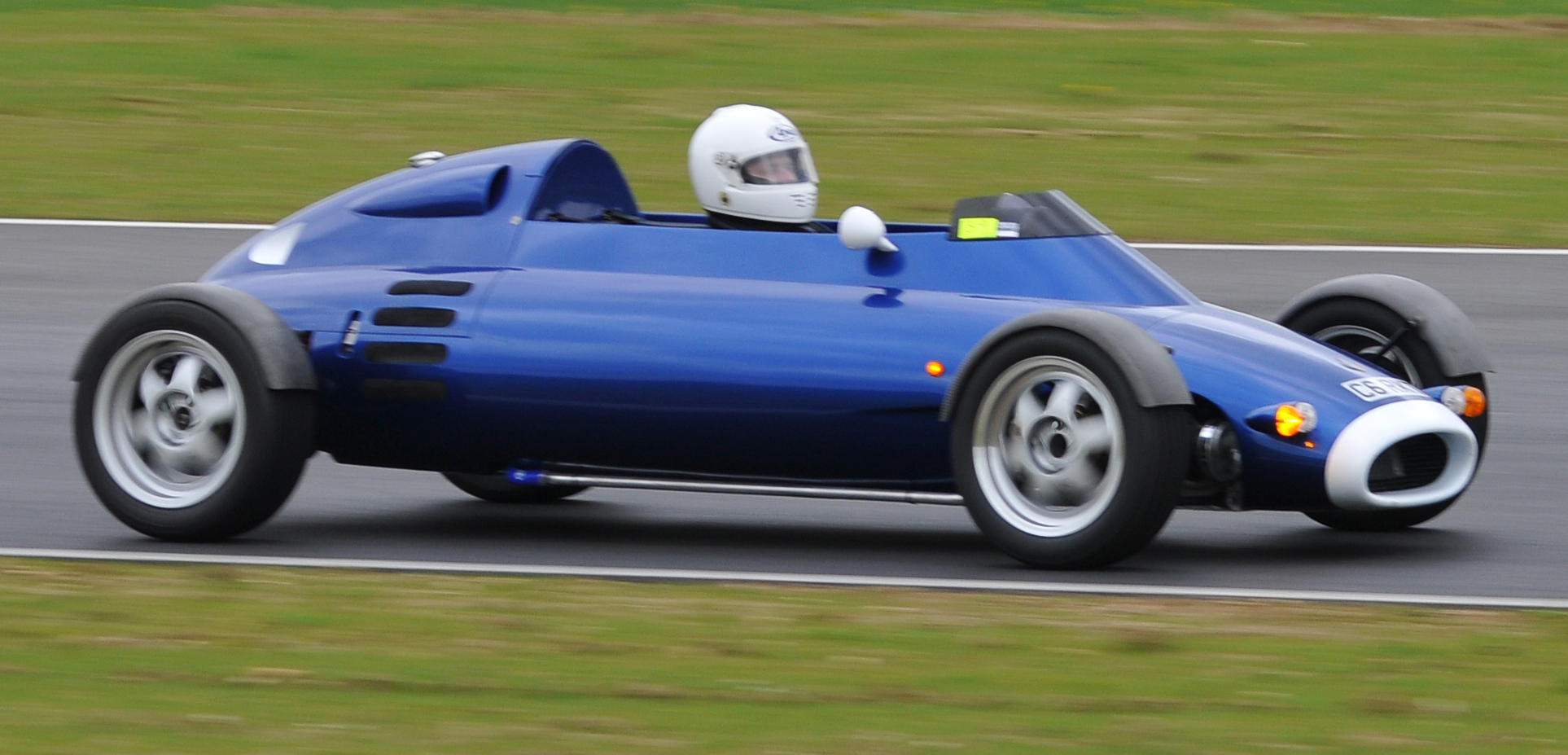
Rocket.

En 1981, Murray participó en reformas para Midas Cars.
Murray diseñó de forma independiente un roadster de cabina abierta ultraligero propulsado por un motor de motocicleta de 1 litro, llamado «Rocket», que tiene una apariencia similar a un monoplaza de Fórmula 1 de inicio de los años 60. Pareciendo un monoplaza, podría acomodar a un pasajero junto con el conductor, el segundo asiento ubicado debajo de una cubierta extraíble. El Rocket fue construido por el expiloto Chris Craft en Light Car Company. Murray es editor colaborador de la revista estadounidense Road & Track.
En septiembre de 2016, se anunció que Murray había sido designado para desarrollar el Ox, un vehículo de bajo costo de paquete plano, para la organización benéfica británica Global Vehicle Trust.
A partir de 2015, Murray colaboró con TVR para diseñar los próximos modelos de TVR, con el TVR Griffith lanzado en 2017.

## Honores
El 28 de diciembre de 2018, se anunció que Murray sería sido nombrado CBE en los New Year Honours de 2019, por servicios en el automovilismo.